# Campus universitaire San Pietro Martire
Le complexe universitaire San Pietro Martire (en français, Saint-Pierre-Martyr, simplement Porta di Massa dans le contexte universitaire) est un bâtiment à Naples, qui s'ouvre le long de la Via Porta di Massa, 1, à l'angle du Corso Umberto I.
Depuis 1961, il abrite le département des sciences humaines de l'Université Federico II de Naples, qui comprend les cursus en archéologie et histoire de l'art, disciplines de la musique et des arts du spectacle, philologie, philosophie, lettres, langues et littératures, psychologie et histoire. . C'est l'un des cloîtres monumentaux de la ville de Naples .

## Histoire
Le bâtiment a été construit en 1557 par l'architecte Giovanni Francesco Di Palma lors d'un plan de rénovation générale du complexe dominicain. Pendant les travaux, la structure a été équipée d'un système d'eau intéressant qui collectait l'eau de chaque partie du couvent et alimentait les fontaines du cloître; la fontaine centrale était alimentée par l'acquedotto della Bolla.
Au début du XVIIe siècle, l'académie homonyme est née dans le monastère de San Pietro Martire où se réunissaient les nobles ; l'un de ses membres les plus illustres fut Onofrio Riccio, médecin et philosophe. Dans la même période, la peste de 1656, qui n'épargne pas les frères dominicains, représente une page noire dans l'histoire du complexe religieux.
Néanmoins, au cours de son existence, le monastère a organisé des fêtes pour le peuple, et aussi des comédies.
Toutefois, en 1808 il fut supprimé par la volonté de Joseph Bonaparte, et la structure est devenue un atelier de fabrication du tabac pendant une longue période, jusqu'en 1961, où il est devenu une université.
Le complexe a été restauré après le tremblement de terre de 1980.
La structure du cloître est quadrangulaire: chaque côté a sept arches, avec une fontaine en marbre du XVIe siècle au centre.

## Description

### Cours d'études en trois ans
- Archéologie, histoire des arts et sciences du patrimoine culturel
- Philosophie
- Lettres classiques
- Lettres modernes
- Langues, cultures et littératures européennes modernes
- Sciences et techniques psychologiques
- Histoire

### Cours de Master
- Archéologie et histoire de l'art
- Coordination des services éducatifs de la petite enfance et de la difficulté sociale
- Disciplines de la musique et des arts de la scène. Histoire et théorie.
- Philologie moderne
- Philologie, littérature et civilisation du monde antique
- Philosophie
- Langues et littératures pour le plurilinguisme européen

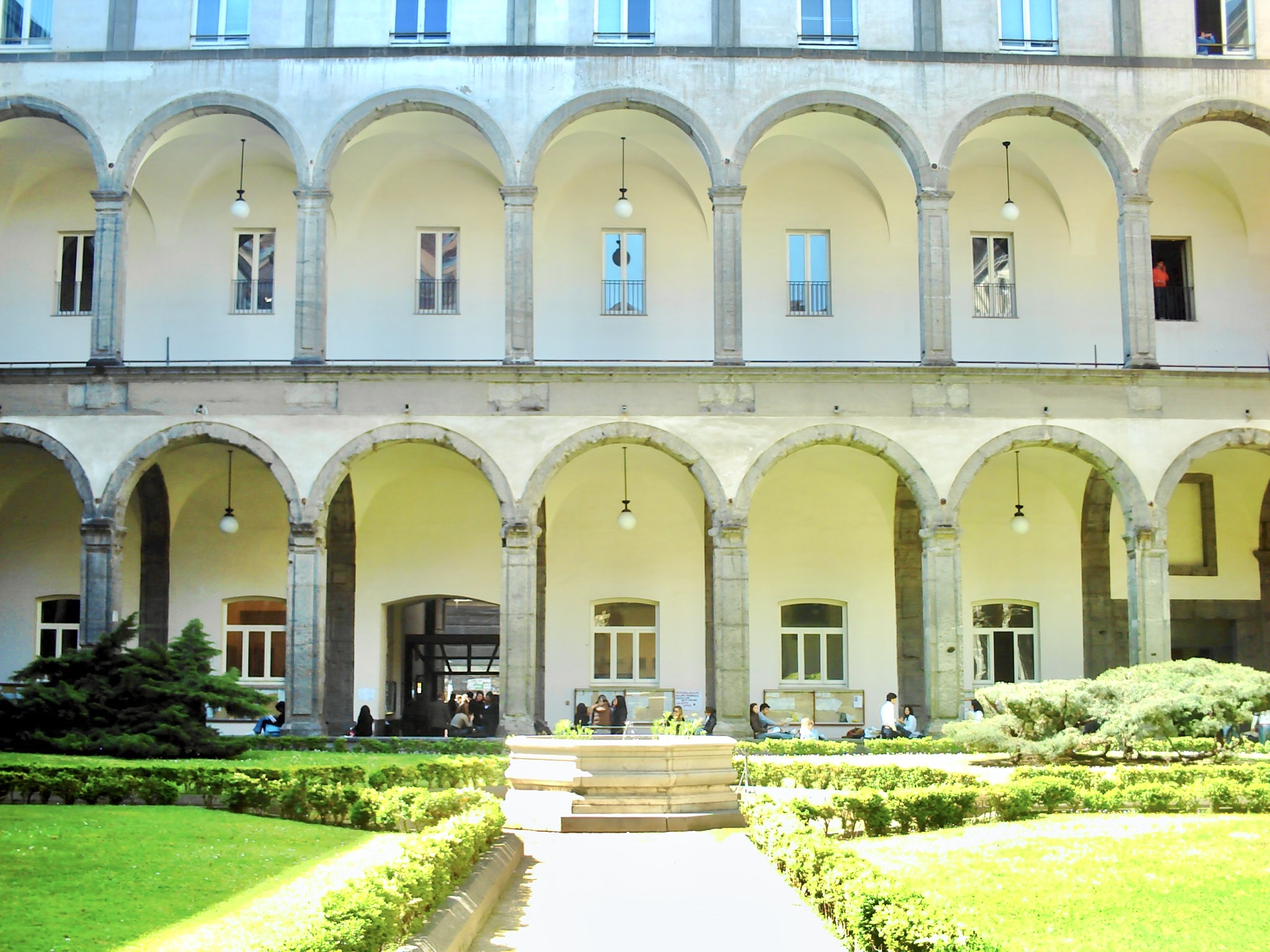
Fontaine hexagonale

- Gestion du patrimoine culturel
- Psychologie
- Sciences historiques